# ۱۷۵ (میلادی)
۱۷۵ (میلادی) صد و هفتاد و پنجمین سال تقویم میلادی است.

## درگذشتگان
‎